# اس‌اس نرلانتیک
اس‌اس نرلانتیک (به انگلیسی: SS Norlantic) یک زیردریایی بود. این زیردریایی در سال ۱۹۱۹ ساخته شد.